# Recoaro Mille
Recoaro Mille, frazione del comune di Recoaro Terme in provincia di Vicenza, è una località turistica e degli sport invernali.

## Storia
I cimbri, il primo popolo che abitò le Prealpi venete intorno al XIII secolo, diedero al caratteristico luogo il nome di Spitz-gar. Dopo alcuni secoli la denominazione si trasformò in Pizzegoro, termine ancora oggi utilizzato per indicare il luogo dove è situata la stazione sciistica.
Gli antichi abitanti chiamavano il posto anche busa, parola che suggeriva la caratteristica forma geografica del territorio adatta a ospitare gli impianti sciistici di salita e discesa.
Il Pizzegoro era in origine una distesa di alberi, che tra il Quattro e il Cinquecento fu completamente disboscata per ordine della Repubblica di Venezia che necessitava di tronchi per costruire navi. Il posto rimase così, per secoli, solo luogo di pascoli per mandrie e greggi, contribuendo a sviluppare una delle attività economiche più diffuse della zona.
L'utilizzo degli sci era molto praticato anche da questi popoli per attività di caccia nei periodi invernali e negli anni successivi gli sci divennero lo strumento per l'esplorazione delle montagne. Durante il periodo di guerra, l'esercito ne fece uso per facilitare la mobilità ai reparti che si trovavano al fronte durante l'inverno. I primi sci arrivarono in questa zona grazie alle truppe alpine coinvolte nella prima guerra mondiale. Alcuni giovani, incuriositi da questi attrezzi, li provarono e il Pizzegoro divenne il luogo ideale per cimentarsi in questa nuova attività.
Negli anni successivi lo sport sciistico cominciò a svilupparsi e intorno agli anni 20 cominciarono le prime competizioni.
Negli anni 30 fu creato un progetto di funivia che collegava Recoaro Terme con Pizzegoro, dove sarebbe stato costruito un centro alberghiero a quota mille metri, che avrebbe dovuto chiamarsi Recoaro Mille. Problemi burocratici prima e l'avvento della guerra poi ne consentirono la realizzazione solo alla fine degli anni 40 con due slittovie sul "Tunche" e sul "Senebele", che negli anni successivi furono sostituite con due sciovie. Nel 1951 fu costruita la seggiovia che da Recoaro Terme porta a Recoaro Mille e nel 1967 la seggiovia che da Malga Pizzegoro porta a Monte Falcone a 1610 metri. Nel 1995 una nuova cabinovia sostituì la seggiovia che collegava il centro del paese alle piste da sci. Nel 2000 le due sciovie del Tunche e del Senebele furono anch'esse rimpiazzate da due seggiovie biposto.
Per quanto riguarda la battitura delle piste, nei primi anni venivano lasciate allo stato brado, era il passaggio degli sciatori che le rendeva battute. Talvolta si organizzavano delle squadre che scendendo a ventaglio assicuravano un liscio manto nevoso. L'officina Pozza si mise a disposizione per costruire dei rulli che, portati lungo la discesa da abili sciatori, battevano la pista. Solo alla fine degli anni 60 fecero la loro comparsa i gatti delle nevi.

## Geografia fisica
Situata all'altezza di circa 1000 metri sul livello del mare ai piedi delle Piccole Dolomiti, la località offre la possibilità della pratica dello sci alpino con uno skilift e due seggiovie nella conca di Pizzegoro, mentre è possibile praticare lo sci di fondo sugli anelli dell'altopiano delle Montagnole.
Le piste da fondo si sviluppano per oltre 20 chilometri con itinerari adatti sia ai principianti sia ai fondisti più esperti.
La stazione sciistica è raggiungibile in auto percorrendo la strada provinciale 100 di Recoaro Mille dalla frazione San Quirico di Valdagno oppure tramite una cabinovia dal centro di Recoaro. Un'altra strada collega il centro di Recoaro alla località Gabiola, dove è possibile innestarsi all'anello del fondo.
Dall'inverno 2008 è stata inaugurata la nuova seggiovia biposto per il Monte Falcone, che sostituisce la precedente monoposto, ormai alla soglia dei 40 anni. I tempi di ascesa si riducono, passando da 20 minuti a circa 12. La seggiovia dovrebbe rilanciare l'area perché, con le migliorie come la velocità più elevata e lo spostamento della partenza della seggiovia più in basso e più vicino alla partenza della seggiovia Tunche, vengono ottimizzati i tempi e gli spazi (con gli sci ai piedi ci si potrà spostare tra le due seggiovie).